# Dasineura galeopsis
Dasineura galeopsis är en tvåvingeart som först beskrevs av Jean-Jacques Kieffer 1897.  Dasineura galeopsis ingår i släktet Dasineura och familjen gallmyggor.
Artens utbredningsområde är Frankrike. Inga underarter finns listade i Catalogue of Life.